# .22 Short

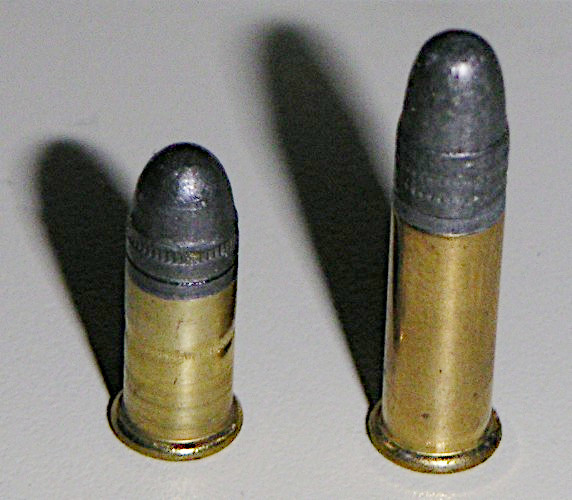
Набої калібру 22 Шорт (зліва) 22 Лонг (справа)

Калі́бр 22 Шорт (англ. .22 Short)  — винайдений в США різновид патрона калібру 5,6 мм кільцевого бою, за основу якого взято європейський патрон Флобера калібру 6 мм. Першою зброєю у котрій було використано новостворений патрон став револьвер Сміт і Вессон Модель І. До 1887 року патрон було оснащено кулею вагою 29 гран. (1,9 г.) та 4-грановим зарядом димного пороху. На виході зі ствола швидкість кулі сягає 190 м/с.
Патрон отримав популярність в колах любителів малокаліберної зброї. Недоліками цього патрона є те, що він непридатний до стрільби далі 50-ти метрів.